# Sydamerikanska mästerskapet i basket 1939
Sydamerikanska mästerskapet i basket 1939 spelades i Rio de Janeiro, Brasilien och vanns av Brasilien. 5 lag deltog.

## Slutställning
1. Brasilien
2. Uruguay
3. Argentina
4. Peru
5. Chile

## Resultat
Alla möttes en gång, och totalt spelade alla lag fyra matcher.
| Placering | Lag       | Poäng | Vinst | Förlust | Gjorda poäng | Insläppta poäng | Poängskillnad |
| --------- | --------- | ----- | ----- | ------- | ------------ | --------------- | ------------- |
| 1         | Brasilien | 8     | 4     | 0       | 139          | 120             | +19           |
| 2         | Uruguay   | 7     | 3     | 1       | 151          | 122             | +29           |
| 3         | Argentina | 6     | 2     | 2       | 151          | 126             | +25           |
| 4         | Peru      | 5     | 1     | 3       | 129          | 132             | -3            |
| 5         | Chile     | 4     | 0     | 4       | 97           | 167             | -70           |

| Brasilien | 34 - 32 | Uruguay   |
| Brasilien | 31 - 30 | Argentina |
| Brasilien | 32 - 25 | Peru      |
| Brasilien | 42 - 33 | Chile     |
| Uruguay   | 43 - 42 | Argentina |
| Uruguay   | 34 - 29 | Peru      |
| Uruguay   | 42 - 17 | Chile     |
| Argentina | 38 - 33 | Peru      |
| Argentina | 41 - 19 | Chile     |
| Peru      | 42 - 28 | Chile     |